# Кім Лінеген
Кім Лінеген (англ. Kim Linehan, 11 грудня 1962) — американська плавчиня.
Учасниця Олімпійських Ігор 1980, 1984 років.
Чемпіонка світу з водних видів спорту 1982 року, призерка 1978 року.
Переможниця Панамериканських ігор 1979 року.
Переможниця літньої Універсіади 1981 року.